# Shigefumi Mori
Shigefumi Mori (Nagoya, 23 febbraio 1951) è un matematico giapponese, vincitore della medaglia Fields nel 1990.
Professore all'università di Kyoto, è noto per il suo lavoro sulla geometria algebrica.